# Metamagnusia
Metamagnusia is een geslacht van kikkers uit de familie smalbekkikkers (Microhylidae). De groep werd voor het eerst wetenschappelijk beschreven door Rainer Günther in 2009.
Er zijn twee soorten, alle soorten komen voor in Azië en komen endemisch voor in Nieuw-Guinea.

## Taxonomie
Geslacht Metamagnusia
- Soort Metamagnusia marani
- Soort Metamagnusia slateri

Aphantophryne · 
Asterophrys · 
Austrochaperina · 
Barygenys · 
Callulops · 
Choerophryne · 
Cophixalus · 
Copiula · 
Gastrophrynoides · 
Genyophryne · 
Hylophorbus · 
Liophryne · 
Mantophryne · 
Metamagnusia · 
Oninia · 
Oreophryne · 
Oxydactyla · 
Paedophryne · 
Pseudocallulops · 
Sphenophryne · 
Xenorhina